# آلفردو پانتسینی
آلفردو پانتسینی (ایتالیایی: Alfredo Panzini؛ ‏ ۳۱ دسامبر ۱۸۶۳ – ۱۰ آوریل ۱۹۳۹) فرهنگ‌نویس، رمان‌نویس، زبان‌شناس، نویسنده و منتقد ادبی اهل پادشاهی ایتالیا بود.
از فیلم‌هایی که وی در آن‌ها نقش داشته است، می‌توان به آخرین روزهای پمپئی اشاره نمود.